# Афродитови
Афродитовите (Aphroditidae) са семейство многочетинести червеи от разред Phyllodocida.
Таксонът е описан за пръв път от Андерш Юхан Малмгрен през 1867 година.

## Родове
- Aphrodita
- Aphrogenia
- Cyanippa